# Anamnèse (psychologie)
Pour les articles homonymes, voir Anamnèse.
 (avril 2018).
Si vous disposez d'ouvrages ou d'articles de référence ou si vous connaissez des sites web de qualité traitant du thème abordé ici, merci de compléter l'article en donnant les références utiles à sa vérifiabilité et en les liant à la section « Notes et références ».
En psychologie, l'anamnèse est la « biographie » du sujet, les informations relatives au passé du patient recueillies par le psychologue. L'anamnèse permet de comprendre la genèse d'un problème (par exemple : ce qui favorise un comportement dépressif).
Il s'agit donc de recueillir un ensemble d'informations touchant à la situation familiale, conjugale, professionnelle (ou scolaire dans le cas d'enfant), aux loisirs, aux antécédents médicaux et personnels (par exemple, un enfant a-t-il été désiré ? L'absence de relation ou une relation intime est-elle la source de désagréments ?), le tout étant de se donner un aperçu de la situation passée mais aussi actuelle du sujet pour mettre en lien le vécu avec la problématique amenée.